# NGC 2589
NGC 2589 est une entrée du New General Catalogue qui concerne un corps céleste perdu, ou inexistant dans la constellation de l'Hydre. Cet objet a été enregistré par l'astronome américaine Lewis Swift le 13 février 1887.